# Розвелски НЛО инцидент
Розвелски НЛО инцидент (енгл. Roswell UFO incident) је назив за догађај који се десио 1947. када се наводно у близини америчког града Розвел срушио НЛО. Иако Оружане снаге САД мисле да се тада срушио амерички војни извиђачки балон, многи мисле да је то био НЛО. Од 1970-их, овај инцидент је предмет бројних теорија завере.

## Догађај
Дана 3. јула 1947. су многи наводно видели како летећи објекат пада у близини града Розвел. Фармер Вилијам Бразел и његов сусед Де Проктор су 3 дана после инцидента на једном пољу пронашли пуно чудних металних предмета. Одмах су обавестили полицију. Ускоро је на радију стигла вест како америчка војска поседује срушени НЛО. Дана 8. јула 1947. је вест изашла и у новинама. Америчка војска је изјавила како је на једно поље пао метеоролошки балон а не НЛО.

## Снимак ванземаљаца
Године 1995. је објављен снимак која је наводно повезана са догађајем из 1947. године. На снимци се види обдукција створења које личи на ванземаљца. Никада није доказано да ли је снимак прави или је лажиран. Године 2006. je Рај Сантиам који је објавио снимке признао је да су лажирани али да је то била копија правог снимка који је нестао.